# Mormyrus macrocephalus
Mormyrus macrocephalus é uma espécie de peixe da família Mormyridae.
É endémica do Uganda.
Os seus habitats naturais são: rios e lagos de água doce. 